# Back Street (Film)
Back Street (Alternativtitel: Seitenwege des Lebens) ist die Verfilmung des gleichnamigen Romans von Fannie Hurst aus dem Jahr 1932 mit Irene Dunne und John Boles in den Hauptrollen. Der Film wurde zum bis dahin größten finanziellen Erfolg des Studios Universal Pictures und rettete das finanziell angeschlagene Unternehmen vor dem Bankrott.

## Handlung
Die junge Ray Schmidt lebt bei ihrem Vater und ihrer Stiefmutter. Sie steht kurz vor der Verlobung mit Kurt Schendler. Der Zufall bringt sie mit dem aufstrebenden Geschäftsmann Walter D. Saxel zusammen. Ihre Romanze endet in einem Missverständnis und Walter heiratet tief enttäuscht eine andere Frau. Fünf Jahre später ist Walter bereits stellvertretender Direktor einer Bank und erneut führt das Schicksal die beiden jungen Menschen zusammen. Ray, die selber erfolgreich im Sekretariat eines Finanzinvestors arbeitet, verfällt sofort dem Charme von Walter. Sie kündigt auf sein Anraten hin ihre Stellung und ihr Appartement, um nur noch für Walter zu leben. Als seine Geliebte ist Ray gezwungen, ein Leben im Geheimen zu führen. Walter gewährt ihr eine monatliche Rente von 200 US-Dollar und mietet für sie eine winzige Wohnung in einer Seitenstraße. Die nächsten 25 Jahre beschränkt sich die Existenz von Ray auf das eintönige Warten auf Walter und die wenigen gemeinsamen Stunden zusammen. Als Walter stirbt, bleibt Ray völlig mittellos zurück und stirbt aus Verzweiflung.

## Hintergrund
Die Karriere von Irene Dunne begann spektakulär mit ihrem Auftritt in dem  Western Cimarron, für den sie auf der Oscarverleihung 1931 eine Nominierung als beste Darstellerin erhielt. Ihr Studio RKO war in der Folgezeit jedoch nicht in der Lage, die Schauspielerin mit vergleichbar guten Engagements zu versorgen. In der internen Studiohierarchie stand Dunne weit hinter Ann Harding und Constance Bennett auf einem Niveau mit Helen Twelvetrees und Mary Astor. In der Regel musste sich Dunne daher mit Rollen in wenig ambitionierten Filmen zufriedengeben.
1932 hatte sie dann eine zweite Chance, sich als Star zu etablieren, als das Studio Universal Pictures ihr die weibliche Hauptrolle in der Verfilmung des populären Romans Back Street der Erfolgsautorin Fannie Hurst übertrug. Unmittelbar zuvor hatte Irene Dunne bereits in der Verfilmung eines anderen Buchs der Autorin, Symphony of Six Million mitgewirkt. Universal war im Zuge der Weltwirtschaftskrise und den daraus resultierenden Rückgängen der wöchentlichen Zuschauerzahlen von 1929 auf 1932 um über 50 v.H. in heftige finanzielle Turbulenzen geraten. Das Studio setzte neben dem Genre des Horrorfilms gleichzeitig viele Hoffnungen auf eine Serie von Filmen, die speziell auf die Bedürfnisse der weiblichen Zuschauer zugeschnitten waren. Um diese  Zielgruppe besser ansprechen zu können, änderte das Drehbuch den ursprünglichen Charakter der Heldin in Back Street in erheblichem Umfang, um ihn sympathischer zu gestalten.
In der literarischen Vorlage ist Ray eine extrem passive Frau ohne ausgeprägte intellektuelle Fähigkeiten. Sie verbringt ohne jedes Interesse an der Außenwelt Jahre über Jahre in einem billigen Appartement und wartet auf die wenigen Besuche ihres Geliebten. In der filmische Adaption wird aus ihr eine wohlerzogene junge Dame, die aus freien Stücken eine Existenz im Schatten, wie sie es selber nennt, wählt. Ihr Verzicht auf ein eigenes Leben ist eine selbst gewählte Entscheidung, die sie in vollem Bewusstsein um die Konsequenzen trifft. Auch betont die Verfilmung, wie tief und ehrlich die Gefühle von Walter sind, der sich immer wieder mit Ray über seine Probleme und Sorgen austauscht und in ihr eine Seelenverwandte findet. Trotzdem klärt auch der Film nicht die abschließenden Gründe, warum Ray freiwillig das Leben im Schatten eines verheirateten Mannes wählt und mehrfach die Chance verstreichen lässt, selber zu heiraten.
Das Studio machte aus dieser Not eine Tugend und stellte die unklare Motivlage der Heldin bewusst in den Mittelpunkt seiner Werbekampagne, indem es den Slogan ausgab:

„Warten--immer warten--im Schatten eines Hinterhofs...sich sehnen nach Mann, den sie liebt...nichts erbitten, nichts erhalten—und trotzdem zufrieden damit, ihm alles zu opfern. WARUM?“

Back Street erwies sich an der Kinokasse als populär und avancierte am Ende zum erfolgreichsten Film für das Studio seit Jahren. Der Stoff wurde 1941 mit Margaret Sullavan und Charles Boyer erneut verfilmt und erlebte 1961 unter dem Titel Endstation Paris mit Susan Hayward und John Gavin sogar eine dritte Verfilmung.
In der Folgezeit wurde die Grundprämisse stilbildend für eine ganze Reihe von ähnlichen Filmen, in denen die Geliebte eines Ehemannes jedes erdenkliche Opfer bringt, nur um sein Glück zu wahren. Andere Beispiele sind Forbidden mit Barbara Stanwyck, ebenfalls von 1932 oder The Life of Vergie Winters mit Ann Harding aus dem Jahr 1934. Im Gegensatz zu diesen lang leidenden Geliebten spielte Kay Francis vorzugsweise selbstbewusste Frauen, die sich von ihren Geliebten nicht einengen ließen und neben der Beziehung eigene Karrieren verfolgten, so in Street of Women und I Loved a Woman, in dem Francis den allzu besitzergreifenden Edward G. Robinson in die Schranken weist.
Für Irene Dunne, die den Film in späteren Jahren als Trash bezeichnete, brachte der Erfolg eine ganze Reihe von vergleichbaren Rollen, die sie als das Idealbild der jedes Unbill klaglos ertragenden und lang leidenden Frau präsentierten und ihr den Beinamen Lady Gandhi of the Screen eintrug. Nach eigenen Worten sei ihre Karriere auf Tränen aufgebaut gewesen.
Gemeinsam mit John Boles spielte Irene Dunne erneut 1934 in The Age of Innocence, der Verfilmung des gleichnamigen Romans von Edith Wharton.

## Kritiken
Die meisten Kritiker bemängelten die wenig originelle Ausgangssituation und die als fade und langweilig empfundene Inszenierung des Stoffes. Irene Dunne bekam Lob für ihre zurückhaltende Darstellung.